# Liste des conseillers départementaux de la Loire
 (juillet 2022).
Pour un article plus général, voir Conseil départemental de la Loire.

## Composition du conseil départemental de laLoire(40 sièges)
| Parti                                | Sigle | Elus | Groupe Politique                 |
| ------------------------------------ | ----- | ---- | -------------------------------- |
| Majorité 28 sièges                   |       |      |                                  |
| Union des démocrates et indépendants | UDI   | 1    | Union pour la Loire              |
| Les Républicains                     | LR    | 8    | Union pour la Loire              |
| Divers droite                        | DVD   | 20   | Union pour la Loire              |
| Opposition 14 sièges                 |       |      |                                  |
| Parti Socialiste                     | PS    | 6    | Loire Solidaire                  |
| Parti Communiste Français            | PCF   | 2    | Gauche Républicaine et Citoyenne |
| Divers gauche                        | DVG   | 4    | Loire Solidaire                  |
| Génération.s                         | G.s   | 1    | Loire Solidaire                  |
| Europe Écologie-Les Verts            | EELV  | 1    | Loire Solidaire                  |
| Président du Conseil Départemental   |       |      |                                  |
| Georges Ziegler (LR)                 |       |      |                                  |

## Liste des conseillers départementaux par cantons
| Canton                   | Conseillers départementaux | Parti | Parti | Année |
| ------------------------ | -------------------------- | ----- | ----- | ----- |
| Andrézieux-Bouthéon      | Sylvain Dardoullier        |       | DVD   | 2015  |
| Andrézieux-Bouthéon      | Michèle Maras              |       | LR    | 2015  |
| Boën-sur-Lignon          | Pierre-Jean Rochette       |       | DVD   | 2015  |
| Boën-sur-Lignon          | Chantal Brosse             |       | DVD   | 2015  |
| Charlieu                 | Jérome Lacroix             |       | DVD   | 2015  |
| Charlieu                 | Clotilde Robin             |       | LR    | 2015  |
| Le Coteau                | Véronique Chaverot         |       | LR    | 2015  |
| Le Coteau                | Daniel Frechet             |       | LR    | 2015  |
| Feurs                    | Marianne Darfeuille        |       | DVD   | 2015  |
| Feurs                    | Pierre Véricel             |       | DVD   | 2015  |
| Firminy                  | Nathalie Desa-Ferriol      |       | FG    | 2015  |
| Firminy                  | Marc Petit                 |       | PCF   | 2015  |
| Montbrison               | Jean-Yves Bonnefoy         |       | DVD   | 2015  |
| Montbrison               | Annick Brunel              |       | DVD   | 2015  |
| Le Pilat                 | Georges Bonnard            |       | DVD   | 2015  |
| Le Pilat                 | Valérie Peysselon          |       | DVD   | 2015  |
| Renaison                 | Violette Auberger          |       | DVG   | 2015  |
| Renaison                 | Jean Bertholin             |       | DVG   | 2015  |
| Rive-de-Gier             | Jean-Claude Charvin        |       | DVD   | 2015  |
| Rive-de-Gier             | Séverine Reynaud           |       | DVD   | 2015  |
| Roanne-1                 | Brigitte Dumoulin          |       | PS    | 2015  |
| Roanne-1                 | Jean-Jacques Ladet         |       | PS    | 2015  |
| Roanne-2                 | Éric Michaud               |       | PS    | 2015  |
| Roanne-2                 | Pascale Vialle-Dutel       |       | DVG   | 2015  |
| Saint-Chamond            | Solange Berliet            |       | DVD   | 2015  |
| Saint-Chamond            | Hervé Reynaud              |       | DVD   | 2015  |
| Saint-Étienne-1          | Florence Perrin            |       | LR    | 2015  |
| Saint-Étienne-1          | Georges Ziegler            |       | LR    | 2015  |
| Saint-Étienne-2          | Jean-François Barnier      |       | UDI   | 2015  |
| Saint-Étienne-2          | Alexandra Ribeiro-Custodio |       | LR    | 2015  |
| Saint-Étienne-3          | Arlette Bernard            |       | PS    | 2015  |
| Saint-Étienne-3          | Pierrick Courbon           |       | PS    | 2015  |
| Saint-Étienne-4          | Paul Celle                 |       | DVD   | 2015  |
| Saint-Étienne-4          | Christiane Jodar           |       | DVD   | 2015  |
| Saint-Étienne-5          | Régis Juanico              |       | G.s   | 2015  |
| Saint-Étienne-5          | Marie-Michelle Vialleton   |       | EELV  | 2015  |
| Saint-Étienne-6          | Joseph Ferrara             |       | PS    | 2015  |
| Saint-Étienne-6          | Nadia Semache              |       | DVG   | 2015  |
| Saint-Just-Saint-Rambert | Colette Ferrand            |       | DVD   | 2015  |
| Saint-Just-Saint-Rambert | Alain Laurendon            |       | LR    | 2015  |
| Sorbiers                 | Corinne Besson-Fayolle     |       | DVD   | 2015  |
| Sorbiers                 | Yves Partrat               |       | LR    | 2015  |